# 鶴見臨港鉄道
鶴見臨港鉄道（つるみりんこうてつどう、英語: Tsurumi Rinko Railway Co., Ltd）は、かつて東京都麹町区丸ノ内一丁目に本社を置き、地方鉄道事業・軌道事業等を行っていた、浅野財閥系の鉄道事業者である。戦時買収私鉄の一社で、東日本旅客鉄道（JR東日本）鶴見線の前身にあたる鉄道路線や、海岸電気軌道から継承した軌道線を運営していたが、1937年に軌道線を廃止し、1943年には保有していた鉄道線全線が戦時買収により国有化された。
鉄道路線の国家買収後は、不動産の賃貸・売買・管理等を業務としている。神奈川県横浜市鶴見区のJR（当時は国鉄）鶴見駅に隣接する商業ビル「ミナールビル」を建設し、1985年10月に竣工したことに伴い、1987年6月に本社を同ビル6階へ移転した。2019年4月1日付で東亜地所株式会社を吸収合併し、東亜リアルエステート株式会社（とうあリアルエステート）に商号を変更した。
川崎鶴見臨港バスは、鶴見臨港鉄道の乗合バス事業を起源として成立したバス事業者である。

## 沿革

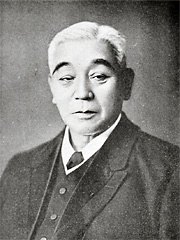
浅野総一郎
鶴見臨港鉄道創始者・浅野財閥総帥

鶴見臨港鉄道社紋

- 1924年（大正13年） - 浅野財閥の東京湾埋立株式会社（現・東亜建設工業）が浅野埋立とも呼ばれる鶴見地区埋立地への貨物輸送を行うため、子会社として設立[2]。
  - 4月26日 - 鉄道免許状下付（橘樹郡田島町 - 潮田町間）[2][6]。
  - 7月25日 - 会社設立[4]。初代社長に浅野総一郎が就任[2]。
- 1925年（大正14年）11月24日 - 鉄道免許状下付（橘樹郡潮田町 - 鶴見町間）[7]。
- 1926年（大正15年）3月10日 - 浜川崎 - 弁天橋間および大川支線分岐点 - 大川間が貨物線として開業[2]。
- 1930年（昭和5年）
  - 4月28日 - 海岸電気軌道株式会社を吸収合併、軌道線（総持寺前 - 川崎大師間9.5km）とする[2]。
  - 10月28日 - 本線を全線電化し、電車による旅客営業を開始[2]。
- 1931年（昭和6年）10月22日 - 乗合自動車東寺尾線（鉄道線本山駅 - 鶴見駅 - 東寺尾町寺谷間）を開業しバス事業を開始[8]。
- 1932年（昭和7年）12月27日 - 乗合自動車獅子ヶ谷線（本山駅 - 鶴見駅 - 獅子ヶ谷間）開業。
- 1935年（昭和10年）3月30日 - 川崎乗合自動車株式会社へ経営参加。
- 1937年（昭和12年）
  - 11月18日 - 子会社として鶴見川崎臨港バス株式会社 を設立[5] 。
  - 12月1日 - 軌道線を廃止[2]。バスに転換。
- 1938年（昭和13年）
  - 5月1日 - バス事業を鶴見川崎臨港バス株式会社へ譲渡[2] 。鶴見川崎臨港バスが鶴見営業所の2路線をもって営業開始[5] 。
  - 12月1日 - 鶴見川崎臨港バスが川崎乗合自動車株式会社 （鶴見臨港鉄道と京浜電気鉄道 、南武鉄道の合弁会社）を合併[5] 。
  - 12月27日 - 社名の鶴見と川崎を入れ替えて川崎鶴見臨港バス株式会社 とする[5] 。
- 1943年（昭和18年）7月1日 - 戦時買収により保有する鉄道路線が国有化され、鶴見線となる[5]。
- 1948年（昭和23年）12月21日 - 川崎鶴見臨港バスが京浜急行電鉄のグループ会社となる[9]。
- 2006年（平成18年）10月1日 - 京浜急行電鉄と株式交換を行い、川崎鶴見臨港バスが京浜急行電鉄の完全子会社となる[5]。
- 2011年（平成23年）11月1日 - 東亜建設工業株式会社の完全子会社となる[1][10]。
- 2019年（平成31年）4月1日 - 東亜地所株式会社を吸収合併し、商号を東亜リアルエステート株式会社に変更[1]。

## 被買収私鉄払い下げ運動
1943年（昭和18年）7月1日に鉄道全線が国有化され、国鉄鶴見線となった。この際の事情について、会社側や親会社の東亜建設では「国家総動員法の発令により強制買収された」と説明している（「戦時買収私鉄#概説」も参照）。鉄道省の担当者からはこのとき「大東亜戦争が終結した後には買収路線を元の会社に戻す」という「口約束」を受けていた。そこで終戦後の1946年（昭和21年）頃から、この約束の履行を求めて同じ浅野財閥由縁の南武鉄道（現・JR南武線）、青梅電気鉄道、奥多摩電気鉄道（現・JR青梅線）と共に被買収私鉄払い下げ運動を行った。
当初は南武鉄道が運動を主導したが、これは南武、青梅、奥多摩の3社が合併して「関東電鉄」を結成するという構想の中心を南武鉄道が担ったためであった。その後は鶴見臨港鉄道が主導権を握り、1947年（昭和22年）に「被買収鉄道還元期成同盟会」へと発展する。払い下げが実現した際には鶴見臨港を加えた4社で合併し「関東電鉄」を発足させることにしていた。
公共企業体日本国有鉄道が発足する直前の1949年（昭和24年）には、鉄道還元法案が国会に提出され、衆議院では可決されたものの、参議院では審議未了廃案となった。その2年後の1951年（昭和26年）、同様の法案が再度国会に提出されたものの、今度は衆議院でも審議未了廃案になり、被買収私鉄払い下げ運動は終わった。
これにより1950年代には、南武鉄道も陸上交通事業の継続を断念し、1954年10月に傘下の立川バスを小田急電鉄に売却した（詳細は「立川バス#沿革」を参照）。また青梅電気鉄道の傘下であったバス事業者の奥多摩振興は、1956年に京王帝都電鉄の傘下に入り、1963年西東京バス発足時の3社合併の際には合併主体として法人の母体となった（詳細は「西東京バス#沿革」を参照）。
被買収私鉄払い下げ運動の終了後は、2006年（平成18年）4月の京浜急行電鉄による川崎鶴見臨港バスの完全子会社化に伴い株式交換に応じ、鶴見臨港鉄道は陸上交通事業から完全に撤退。有力マリコンとなった東亜建設の下で、矢向延長線の用地として買収済みだった鶴見駅西口周辺の土地を活用する不動産業に特化していった。

## 路線

### 買収当時
- 鉄道線

### 買収時点で既に廃止されていた路線
- 軌道線

### 未成線
- 鶴見 - 矢向
昭和6年発行『鶴見臨港鐵道要覧』に記載の通り、当初は浜川崎駅に連絡して貨物輸送を行っていたが、埋立地内物流の発達の増勢は止まず、建設中の鶴見駅を更に延伸して関東貨物運輸の中心地である鉄道省鶴見操車場に連絡する線路を計画した。旅客は鶴見駅から同じ浅野財閥系の南武鉄道（現・JR南武線）矢向駅で連結することを計画した。鶴見駅から数百メートルの区間では実際に用地買収も行われており、買収時にこれらの土地は国鉄に引き継がれなかった。戦後はこの用地跡を使って商業ビルや社員寮などの賃貸を行い、現在の当社の存立基盤となっている。鶴見駅西口にある駅ビル「ミナール」のほか、JRの線路に沿って川崎方面に向かって数か所ある東亜リアルエステート所有の不動産が、この時の名残である。
- 浜川崎 - 大森
浜川崎駅から鉄道省大森駅に至る大森線は、1927年（昭和2年）8月4日付で鉄道大臣宛てに浜川崎駅を起点とし鉄道省線大森駅に至る地方鉄道敷設免許を申請し、1929年（昭和4年）6月29日付で敷設免許状が下付された。施工認可申請は1931年（昭和6年）6月25日に申請。1934年（昭和9年）4月には大森駅構内乗入れが承認された。
浜川崎駅から先の千鳥町や水江町、浮島町といった埋め立て地の工事進捗を見越し、そこに進出した工場への貨物輸送も狙って免許申請された。ルートは軌道線はおろか京浜電鉄（現・京浜急行電鉄）が大正期に申請し却下された「生見尾線」（後の産業道路）のコースよりもさらに海寄りを走り、現在の浮島橋のあたりで多摩川を渡って東京府（東京市蒲田区、現・大田区）に入り、京浜電鉄穴守線（現・京急空港線）の穴守駅や羽田競馬場付近、即ち現在の東京国際空港内から森ヶ崎鉱泉の近くを経由し、学校裏駅で京浜電鉄線（現・京急本線）と交差、省線大森駅に抜けるというものだった[16]。
鶴見臨港鉄道が敷設免許を獲得していたものの、昭和恐慌による資金調達難及び鶴見駅連絡が優先されたことにより遅延し、その後、戦時好況で状況は好転したものの、昭和14年4月15日の関係図書差替及び起業目論見書記載事項変更認可申請の記載によると、路線内の多摩川橋梁が河口に近接しているため、船舶の航行と付近の将来の発展を考慮して可動橋で対応することとされたことなどにより計画の大幅な変更を余儀なくされ、事業費が大幅に増額となったこと、及びその後の太平洋戦争の戦局悪化と戦時買収により工事施工を開始することなく建設を断念することとなった。さらに終戦直後のGHQによる羽田飛行場の強制収用で東京都内の区間の建設は物理的にも不可能になった。しかし1944年（昭和19年）、東京急行電鉄が大師線の延長として神奈川県内の川崎大師 - 入江崎間を開通させ、1945年（昭和20年）には大師線の入江崎 - 桜本間と川崎市電の桜本 - 渡田間が開通した。これらの路線では旅客営業及び国鉄浜川崎駅と各企業の専用線をつなぐ貨物輸送が行われた。その後1964年の塩浜操車場（現・川崎貨物駅）の開業に合わせて両線が休止（のちに廃止）され現在はJR東海道貨物線の一部となっている。なお、浮島町方面への分岐線も神奈川臨海鉄道浮島線として同時に実現し、こちらは貨物専用ながら現在も盛業中である（「川崎市電#備考」および「海岸電気軌道#廃線跡とその後」も参照）。

## 輸送・収支実績
| 年度 | 乗客（人） | 貨物量（トン） | 営業収入（円） | 営業費（円） | 益金（円） | その他損金（円）                  | 支払利子（円） | 政府補助金（円） |
| ---- | ---------- | -------------- | -------------- | ------------ | ---------- | --------------------------------- | -------------- | ---------------- |
| 1926 |            | 136,064        | 81,690         | 33,662       | 48,028     |                                   | 36,423         |                  |
| 1927 |            | 301,651        | 181,297        | 69,285       | 112,012    |                                   | 37,035         |                  |
| 1928 |            | 434,866        | 305,541        | 127,674      | 177,867    |                                   | 23,560         |                  |
| 1929 |            | 765,725        | 489,961        | 254,045      | 235,916    |                                   | 25,656         |                  |
| 1930 | 87,714     | 725,973        | 486,370        | 304,735      | 181,635    | 雑損522軌道61,608                 | 27,718         |                  |
| 1931 | 1,673,150  | 759,820        | 616,672        | 361,352      | 255,320    | 雑損933軌道71,782                 | 179,473        |                  |
| 1932 | 2,467,062  | 760,431        | 602,316        | 379,331      | 222,985    | 雑損439軌道自動車63,348           | 191,971        |                  |
| 1933 | 3,298,317  | 857,152        | 695,385        | 421,919      | 273,466    | 雑損405軌道自動車85,356           | 183,685        |                  |
| 1934 | 4,182,960  | 890,118        | 740,431        | 452,636      | 287,795    | 雑損償却金29,684軌道其他90,788    | 160,677        |                  |
| 1935 | 4,497,701  | 930,097        | 767,713        | 458,593      | 309,120    | 雑損30,647軌道其他84,220          | 160,461        | 55,508           |
| 1936 | 5,764,524  | 1,005,175      | 859,183        | 460,635      | 398,548    | 雑損償却金324,939軌道自動車50,140 | 153,267        | 129,798          |
| 1937 | 7,287,748  | 1,199,898      | 1,037,356      | 565,344      | 472,012    | 雑損11,856軌道自動車309,099       | 157,453        | 57,678           |

- 鉄道統計資料、鉄道統計各年度版

## 車両

### 蒸気機関車
- 301・302（→国鉄1190形1190・1191）
- 303（→国鉄1765形1765）
- 304（→国鉄1770形1770）
- 501（旧国鉄1800形1811→小湊鉄道5。国有化により1811に戻る）
- 502（旧国鉄1850形1855。国有化により1855に戻る）
- 701（旧国鉄700形704。1939年、外地へ譲渡）

### 電車
国有化時点で、12形式41両が在籍した。

### 貨車
貨物輸送が鉄道建設の大きな目的であったことから、多数の貨車を所有していた。国鉄では生石灰輸送目的にほとんど限られていて少数しか保有していなかった鉄側有蓋車や鉄製有蓋車を、有蓋車の保有数に比較して多数保有していたのが特徴で、これは主に石油を缶入りで搭載するといった目的で使用されていたと考えられている。また沿線の製鉄所で使用するコークスを輸送するための無蓋車は、コークスの比重が軽いことから側板・妻板が高くされているものがあった。この他に日本鋼管所有の私有無蓋車が55両、無蓋水滓車が12両、芝浦製作所（東芝）所有の私有大物車3両が鶴見臨港鉄道に車籍編入されていた。

#### 有蓋車・鉄側有蓋車・鉄製有蓋車
- ワブ1形（ワブ1） - 国有化前に廃車

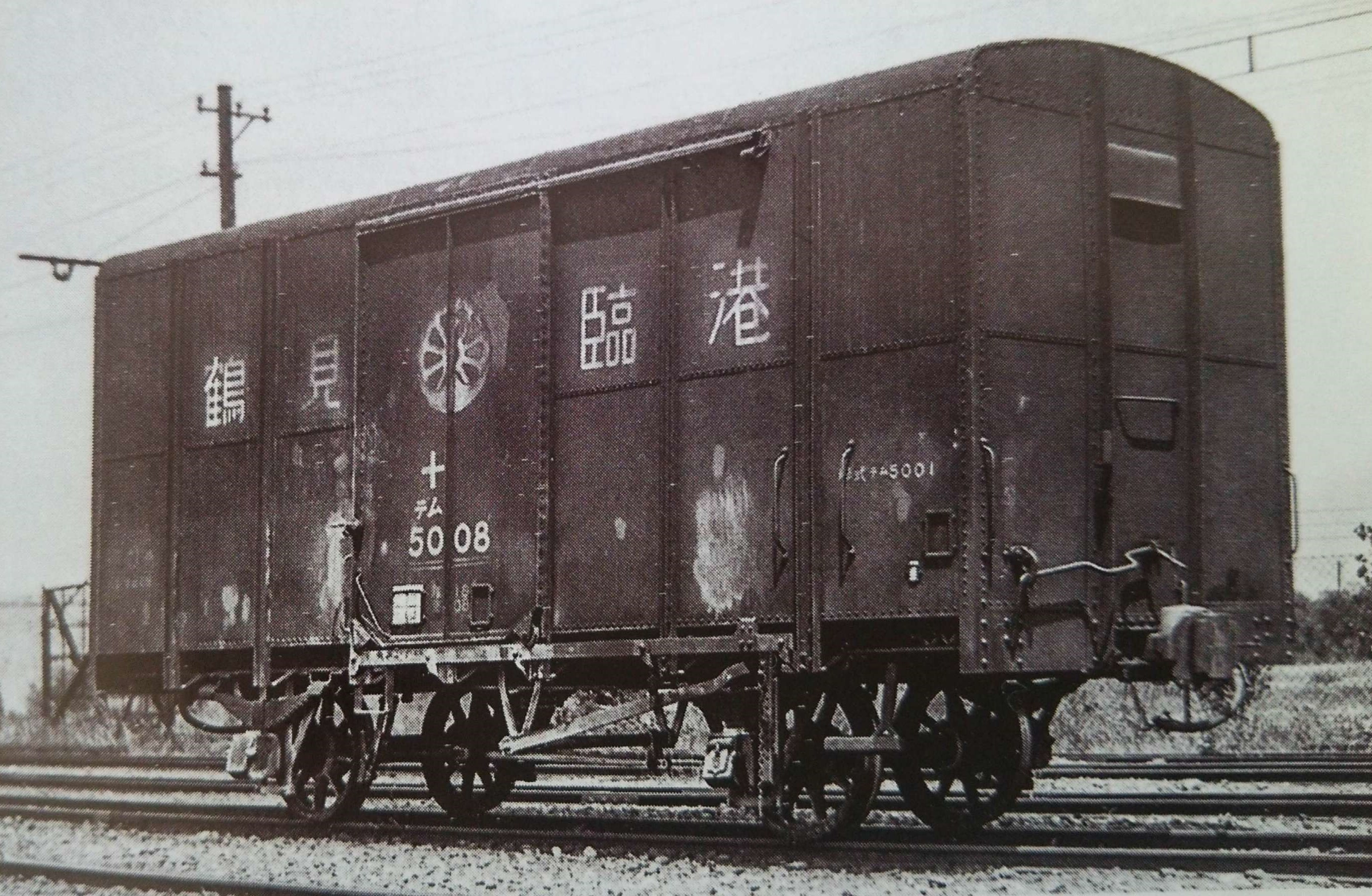
テム5008（1934年撮影）

- ワブ2形（ワブ2 - ワブ4）- 国有化前に廃車
- ワ3101形（ワ3101 - ワ3120）- 国有化後ワ22000形（ワ28398 - ワ28417）に編入
- ワ17000形?（ワ17407）→ト2801形（ト2801）に改造 - 国有化後ト2801形（ト2801）に編入
- ワム3001形（ワム3001 - ワム3003）- 国有化後ワム1形（ワム1719 - ワム1721）に編入
- スム4001形（スム4001 - スム4010）- 国有化後スム1形（スム3982 - スム3991）に編入
- テ5501形（テ5501 - テ5580）- 国有化後テ1形（テ461 - テ540）に編入
- テム5001形（テム5001 - テム5030）- 国有化後テム1形（テム1 - テム30）に編入
- テフ21形（テフ21・テフ22）- 国有化後テフ1形（テフ1・テフ2）に編入

#### 無蓋車

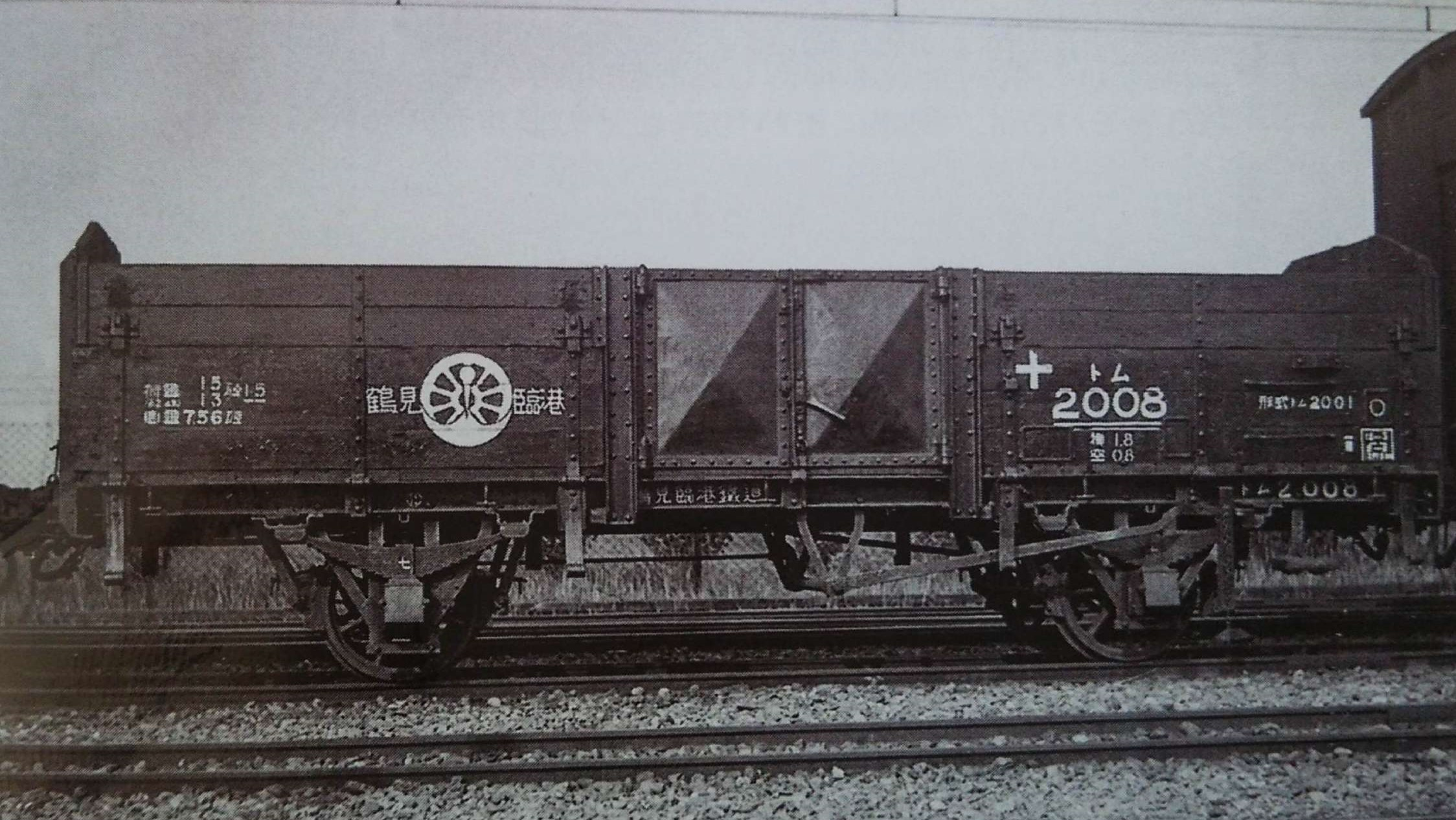
トム2008（1934年撮影）

- トム2001形（トム2001 - トム2035）- 国有化後トム1形（トム2227 - トム2261）に編入
- トム2100形（トム2101 - トム2145）- 日本鋼管所有車
- トム2201形（トム2201 - トム2210）- 国有化後トム11000形（トム12721 - トム12730）に編入
- トム2501形（トム2501 - トム2510）- 国有化後トム13000形（トム13000 - トム13009）に編入
- トラ1001形（トラ1001 - トラ1010）- 国有化後トラ1形（トラ3401 - トラ3410）に編入
- テサ形?（テサ1 - テサ12）- 日本鋼管所有無蓋水滓車、詳細不明

#### 大物車
- シキ100・シキ200・シキ300 - 芝浦製作所所有車、国有化後シキ110形（シキ110・シキ111）に編入
- シム110 - 芝浦製作所所有車、国有化後シム20形（シム20）に編入

### 車両数の推移
| 年度 | 蒸気機関車 | 電車 | 貨車 | 貨車 |
| 年度 | 蒸気機関車 | 電車 | 有蓋 | 無蓋 |
| ---- | ---------- | ---- | ---- | ---- |
| 1926 | 2          |      | 27   | 10   |
| 1927 | 3          |      | 27   | 10   |
| 1928 | 3          |      | 59   | 25   |
| 1929 | 3          |      | 129  | 45   |
| 1930 | 4          | 10   | 129  | 45   |
| 1931 | 4          | 11   | 129  | 45   |
| 1932 | 4          | 15   | 129  | 45   |
| 1933 | 4          | 15   | 129  | 45   |
| 1934 | 4          | 15   | 126  | 45   |
| 1935 | 4          | 17   | 126  | 45   |
| 1936 | 4          | 17   | 126  | 45   |
| 1937 | 4          | 23   | 126  | 48   |

## 施設
- 潮田変電所、回転変流器（交流側435V 直流側600V）直流側の出力500kW。常用1、予備1。製造所英国電気[17]
- 安善町変電所、水銀整流器（交流側568V 直流側600V）直流側の出力500kW。常用1。製造所富士電機[17]